# X̣
X̣ (malé písmeno x̣) je speciální písmeno latinky. Nazývá se X s tečkou pod písmenem. V současnosti se již nepoužívá v žádném jazyce, ale dříve se používalo v abecedě livonštiny. Kvůli tomu, že se nepoužívá v žádném jazyce, je obtížné ho zapsat v počítačovém textu a počítače často tento znak nerozpoznají.